# Eva LaRue
Eva Maria LaRue, all'anagrafe Eva Maria LaRuy (Long Beach, 27 dicembre 1966), è un'attrice e modella statunitense.
È conosciuta principalmente per aver interpretato il ruolo della dottoressa Maria Santos nella soap opera La valle dei pini e per il ruolo di Natalia Boa Vista, detective del Miami-Dade Police Department, nella serie televisiva CSI: Miami.

## Biografia
Eva LaRue nasce a Long Beach in California da Marcie e Luis LaRuy. Ha tre fratelli Nika, Lara e Luis Jr. Ha ascendenze francesi, portoricane, olandesi e scozzesi. La sua religione è quella Bahá'í. Iniziò a interessarsi alla recitazione fin dall'età di sei anni e successivamente divenne una reginetta di bellezza adolescente. Nel 1984 vinse il Danfranc Productions Miss California Empire a Irvine e nel 1985 si diplomò alla Norco High School. Finiti gli studi intraprese la carriera da modella, diventando una modella dell'agenzia Frederick's of Hollywood.

### Carriera
La carriera dell'attrice inizia nel 1987 recitando nel ruolo di Kara nel film The Barbarians diretto da Ruggero Deodato. L'anno successivo entra a far parte del cast della soap opera Santa Barbara, recitando per ventitré puntate nel ruolo di Margot Collins. In seguito appare in alcuni film come Curve pericolose (1988), Un fantasma per amico (1990), Ghoulies III - Anche i mostri vanno al college (1991) e RoboCop 3 (1993) e alcune serie televisive come Sposati... con figli e Dallas.
Nel 1993 ottiene un ruolo per cui è molto conosciuta dal grande pubblico, ossia quello della dottoressa Maria Santos nella soap opera La valle dei pini. Reciterà in questa soap opera tra il 1993 e il 1997 e successivamente tra il 2002 e il 2005 e infine in una puntata del 2010, per un totale di 94 puntate. Grazie alla sua interpretazione in questo serial nel 1997 ha ricevuto una nomination per i Premi Emmy nella categoria Miglior attrice non protagonista in una serie tv drammatica e nel 2004 nella categoria Miglior sigla musicale per aver composto la canzone Dance Again with You, utilizzata come musica di sottofondo durante la scena d'amore dopo il terzo matrimonio tra i personaggi di Maria e Edmund (John Callahan).
Nel 1997 entra a far parte del cast principale delle serie televisiva di breve durata Head Over Heels andato in onda su UPN. La serie sarebbe dovuta durare dieci episodi, ma a causa dei bassi ascolti ne andarono in onda solo otto. Tra il 2000 e il 2001 partecipa nel ruolo ricorrente di Brooke in nove episodi della serie televisiva Squadra emergenza e partecipa anche a cinque episodi di Soul Food. Nell'autunno 2005 entra a far parte del cast della serie televisiva CSI: Miami, nel ruolo di Natalia Boa Vista. Durante la quarta stagione il suo è solo un ruolo ricorrente, ma entrerà a far parte del cast principale a partire dalla quinta stagione. Nel 2008 ha recitato nel film La terrazza sul lago con Samuel L. Jackson e Patrick Wilson. Nel 2011 l'attrice è tornata a recitare in alcuni episodi della soap opera La valle dei pini, unendosi così al cast di ex attori che hanno partecipato agli ultimi episodi del serial le cui fine è avvenuta nel settembre 2011.
Nel 2019 interpreta il ruolo di Celeste Rosales nella soap opera Febbre d'amore. Nel 2024 entra nel cast della soap opera General Hospital nel ruolo di Natalia Rogers-Ramirez rimanendo nella soap fino al 2025.

### Vita privata
Eva si è sposata tre volte: tra il 1992 e il 1994 è stata sposata con l'attore John O'Hurley, mentre tra il 1996 e il 2004 è stata sposata con John Callahan, suo collega sul set di La valle dei pini, da cui nel 2001 ha avuto una figlia. Dal 2010 al 2014 è stata sposata con Joe Cappuccio.

## Filmografia

### Cinema
- The Barbarians, regia di Ruggero Deodato (1987)
- Curve pericolose (Dangerous Curves), regia di David Lewis (1988)
- Un fantasma per amico (Heart Condition), regia di James D. Parriott (1990)
- Distruzione totale (Crash and Burn), regia di Charles Band (1990)
- Legal Tender, regia di Jag Mundhra (1991)
- Ghoulies III - Anche i mostri vanno al college (Ghoulies III: Ghoulies Go to College), regia di John Carl Buechler (1991)
- Body of Influence, regia di Gregory Dark (1993)
- RoboCop 3, regia di Fred Dekker (1993)
- Doppia immagine 2 (Mirror Images II), regia di Gregory Dark (1993)
- Little Pieces, regia di Montel Williams (2000)
- One Hell of a Guy, regia di James David Pasternak (2000)
- La terrazza sul lago (Lakeview Terrace), regia di Neil LaBute (2008)
- Grace in Sara, regia di Lo Ming – cortometraggio (2011)

### Televisione
- Cinque ragazze e un miliardario (Rags to Riches) – serie TV, episodio 2x09 (1987)
- Santa Barbara – serial TV, 23 puntate (1988)
- Sceriffo di contea (Desert Rats), regia di Tony Wharmby – film TV (1988)
- She's the Sheriff – serie TV, episodio 2x14 (1989)
- Baby Sitter (Charles in Charge) – serie TV, 4x09 (1989)
- Balki e Larry - Due perfetti americani (Perfect Strangers) – serie TV, episodio 4x21 (1989)
- Freddy's Nightmares – serie TV, episodio 1x19 (1989)
- New Adam-12 – serie TV, episodio 2x22 (1990)
- Sposati... con figli (Married... with Children) – serie TV, episodio 4x15 (1990)
- Le ragazze della terra sono meglio (They Came from Outer Space) – serie TV, episodio 1x12 (1991)
- Dallas – serie TV, episodio 13x15 (1991)
- I giustizieri della notte (Dark Justice) – serie TV, episodio 2x17 (1992)
- Corsie in allegria (Nurses) – serie TV, episodio 2x16 (1993)
- La valle dei pini (All My Children) – serial TV, 105 puntate (1993-2011)
- A Dream Is a Wish Your Heart Makes: The Annette Funicello Story, regia di Bill Corcoran – film TV (1995)
- Remembrance, regia di Bethany Rooney – film TV (1996)
- Out of Nowhere, regia di Charles Wilkinson – film TV (1997)
- Head Over Heels – serie TV, 7 episodi (1997)
- Un detective in corsia (Diagnosis Murder) – serie TV, 6x04 (1998)
- Los Angeles - Tempesta di ghiaccio (Ice), regia di Jean de Segonzac – film TV (1998)
- Gli specialisti (Soldier of Fortune, Inc) – serie TV, episodio 2x13 (1999)
- Grown Ups – serie TV, episodio 1x06 (1999)
- Tris di cuori (For Your Love) – serie TV, episodio 3x03 (1999)
- Squadra emergenza (Third Watch) – serie TV, 10 episodi (2000-2001)
- Soul Food – serie TV, 5 episodi (2000-2001)
- George Lopez – serie TV, episodi 4x14-4x21 (2005)
- Modern Girl's Guide to Life – programma TV, 5 episodi (2005)
- CSI: Miami – serie TV, 153 episodi (2005-2012)
- Grida nella notte (Cries in the Dark), regia di Paul Schneider – film TV (2006)
- Family Trap, regia di Shawn Levy – film TV (2012)
- Un amore di elfo (Help for the Holidays), regia di Bradford May – film TV (2012)
- Criminal Minds, - serie TV, episodio 9x03 (2013)
- Cara Claire... (Letter Never Sent), regia di W.D. Hogan - film TV (2015)
- Un killer tra noi (A Killer Walks Amongst Us), regia di Michael Feifer - film tv (USA, 2016)[5]
- Febbre d'amore – serial TV (2019)
- General Hospital – serial TV (2024-2025)

## Doppiatrici italiane
Nelle versioni in italiano delle opere in cui ha recitato, Eva LaRue è stata doppiata da:
- Claudia Razzi in CSI: Miami, La terrazza sul lago, Criminal Minds
- Paola Majano in Cara Claire...
- Giovanna Martinuzzi in Robocop 3